# Колесниківська сільська рада
Колесниківська сільська рада (до 1926 року — Липська сільська рада, до 1991 року — Липсько-Романівська сільська рада) — колишня адміністративно-територіальна одиниця та орган місцевого самоврядування у Овруцькому районі Коростенської і Волинської округ, Київської й Житомирської областей Української РСР та України з адміністративним центром у с. Личмани.

## Населені пункти
Сільській раді підпорядковані населені пункти:
- с. Личмани
- с. Збраньківці
- с-ще Магдин

## Населення
Кількість населення ради, станом на 1923 рік, становила 1 444 особи, кількість дворів — 268.
Відповідно до результатів перепису населення СРСР, кількість населення ради, станом на 12 січня 1989 року, становила 440 осіб.
Станом на 5 грудня 2001 року, відповідно до перепису населення України, кількість мешканців сільської ради становила 134 особи.

## Склад ради
Рада складається з 12 депутатів та голови.

## Керівний склад сільської ради
| ПІБ                     | Основні відомості                                                                                     | Дата обрання | Дата звільнення |
| ----------------------- | --- | ------------ | --------------- |
| Сосновська Зоя Іванівна | Сільський голова, 1965 року народження, освіта, член Соціал-демократичної партії України (об'єднаної) | 26.03.2006   | 31.10.2010      |
| Сосновська Зоя Іванівна | Сільський голова, 1965 року народження, освіта середня спеціальна, член Партії регіонів               | 31.10.2010   |                 |

Примітка: таблиця складена за даними джерела

## Історія
Створена 1923 року, як Липська сільська рада, в складі хуторів Деркачі, Козлище, Колесники, Липськи, Личмани, Магдин, Малашевський, Марки, Недзялківський, Нове Строєння, Острів Стовпечно (згодом — Стовпичне), Решів, Романи, Спаський Острів, Сташкевичі і Тальмони Гладковицької волості Овруцького повіту Волинської губернії. 7 березня 1923 року включена до складу новоствореного Овруцького району Коростенської округи. З 1926 року — Липсько-Романівська сільська рада. На 17 грудня 1926 року на обліку значаться хутори Бацькуни, Збраньківці, Кондрати, Німечені, Плескачі, Сидори, Хомути, Червінці та Ямне. Близько 1939 року хутори Липськи та Романи об'єднано в с. Липські Романи. Станом на 1 жовтня 1941 року хутори Козлище, Кондрати, Малашевський, Марки, Недзялківський, Німечене, Нове Строєння, Плескачі, Решів, Спаський Острів, Тальмони, Хомути, Червінці та Ямне не перебувають на обліку населених пунктів.
Станом на 1 вересня 1946 року Липсько-Романівська сільська рада входила до складу Овруцького району Житомирської області, на обліку в раді перебували села Збраньківці, Колесники, Липсько-Романи, Личмани, Сидори, Стовпичне та хутори Деркачі й Магдин, х. Бацькуни, не перебуває на обліку населених пунктів. Станом на 1 березня 1961 року с. Сташкевичі не перебуває на обліку населених пунктів.
На 1 січня 1972 року Липсько-Романівська сільська рада входила до складу Овруцького району Житомирської області, на обліку в раді перебували села Деркачі, Збраньківці, Колесники, Липські Романи, Личмани, Сидори, Стовпичне та селище Магдин.
14 листопада 1991 року, відповідно до рішення Житомирської обласної ради «Про внесення змін в адміністративно-територіальний устрій окремих районів», центр сільської ради перенесено до с. Колесники з перейменуванням ради на Колесниківську, села Деркачі та Липські Романи знято з обліку.
23 квітня 2008 року, відповідно до рішення Житомирської обласної ради «Про внесення змін в адміністративно-територіальний устрій Житомирської області», села Колесники, Сидори та Стовпичне зняті з обліку, адміністративний центр ради перенесено до с. Личмани без перейменування ради.
Виключена з облікових даних 17 липня 2020 року. Територію та населені пункти ради, відповідно до розпорядження Кабінету Міністрів України № 711-р від 12 червня 2020 року «Про визначення адміністративних центрів та затвердження територій територіальних громад Житомирської області», включено до складу новоствореної Гладковицької сільської територіальної громади Коростенського району Житомирської області.